# Col de la Bataille (Vercors)
Pour les articles homonymes, voir Col de la Bataille.
Le col de la Bataille à 1 313 mètres d'altitude est un des rares point de passage routier, avec le col de Rousset, permettant d'accéder au Sud-Vercors, dans le département de la Drôme.

## Toponymie
Il existe trois théories autour de l'origine du nom du col :
1. une hypothèse évoque un conflit entre monastères, avec des religieux du côté de Léoncel qui se livraient bataille avec des moines de Bouvante situé de l'autre versant pour la suprématie du col en lien avec l'occupation de pâturages destinés à l'élevage des ovins ;
2. une autre évoque un éventuel affrontement entre Huguenots et catholiques durant les guerres de religion ;
3. la dernière théorie, considérée comme la plus plausible, évoque des vents venant du sud et du nord qui « font bataille » au sommet.

## Géographie
Il relie Chabeuil et le petit village de Léoncel à l'ouest à Vassieux-en-Vercors à l'est via Bouvante.
Le point le plus élevé sur cette route est situé à 1 336 m au niveau du tunnel permettant de franchir la crête de Comblezine et celle des rochers de la Sausse.
L'hiver, cette route est très souvent fermée à cause des tempêtes de neige et des congères. 
Les abris les plus proches sont la bergerie de la Sausse, le refuge d'Ambel qui compte dix-neuf places et le refuge Gardiol qui en compte seize.

## Cyclisme
Le Tour de France a emprunté ce col, classé 2e catégorie, lors de la 19e étape du Tour 1987 entre Valréas et Villard-de-Lans, avec un passage en tête du Colombien Juan-Carlos Castillo. Lors de la 11e étape du Tour 1996 entre Gap et Valence, il est classé 3e catégorie ; c'est le Français Laurent Brochard qui est passé en tête au sommet.

## Projet de développement

### Parc éolien
Un projet de parc éolien porté par la société RES, spécialisée dans l’énergie renouvelable, prévoit d’installer en 2022 six éoliennes dans la forêt de Comblézine, à Léoncel, à proximité du col.
Un collectif dénommé « Contre le projet éolien du col de la Bataille » qui regroupe cinq associations a organisé une manifestation en septembre 2018, afin de dénoncer ce projet qu'il juge nocif pour l'environnement, notamment pour les oiseaux.
En septembre 2019, une nouvelle manifestation est organisée par les opposants, malgré un report du projet. Rien n'indique cependant que celui-ci ait été abandonné.

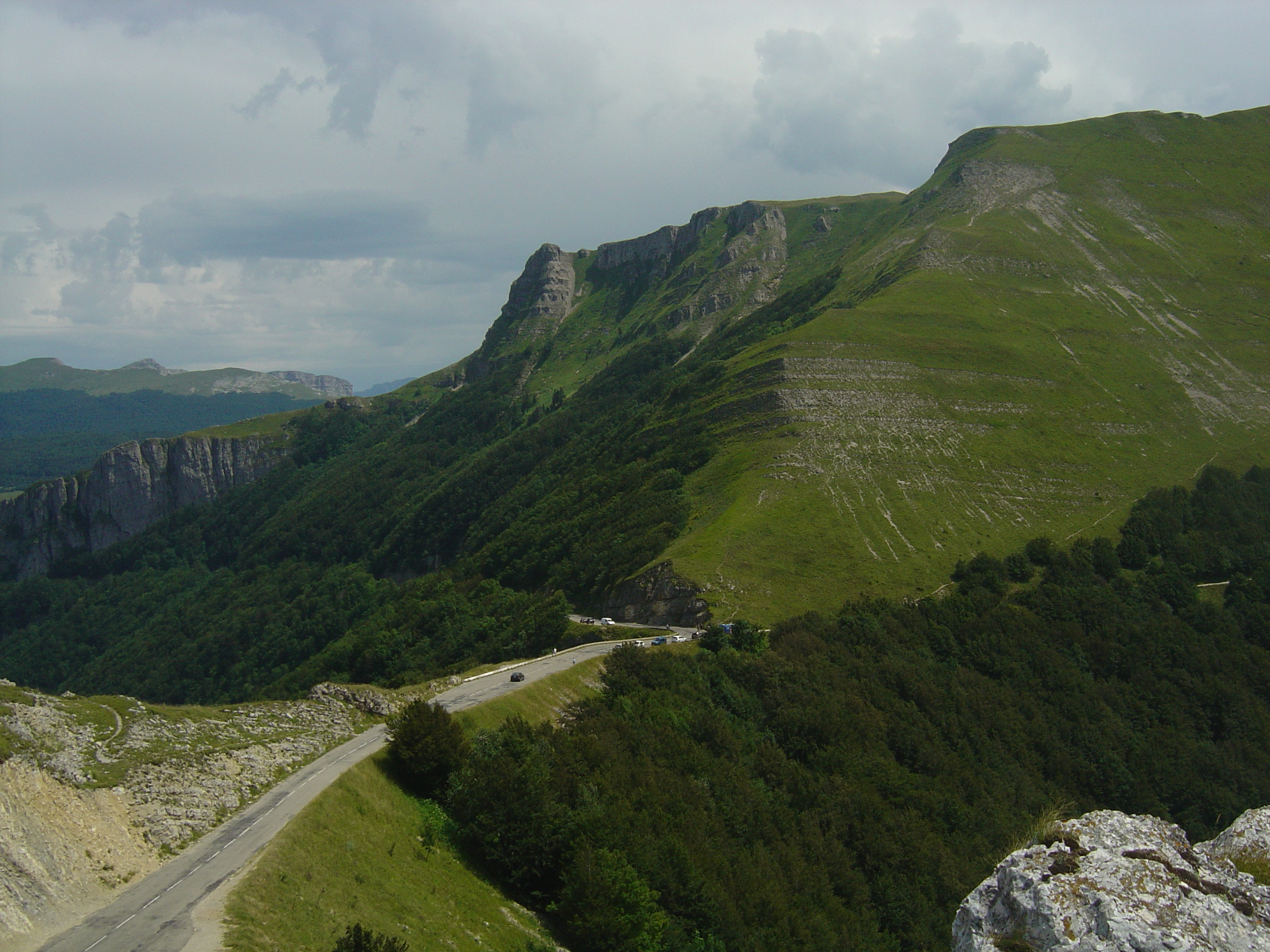
Vue du col de la Bataille depuis l'aplomb du tunnel.
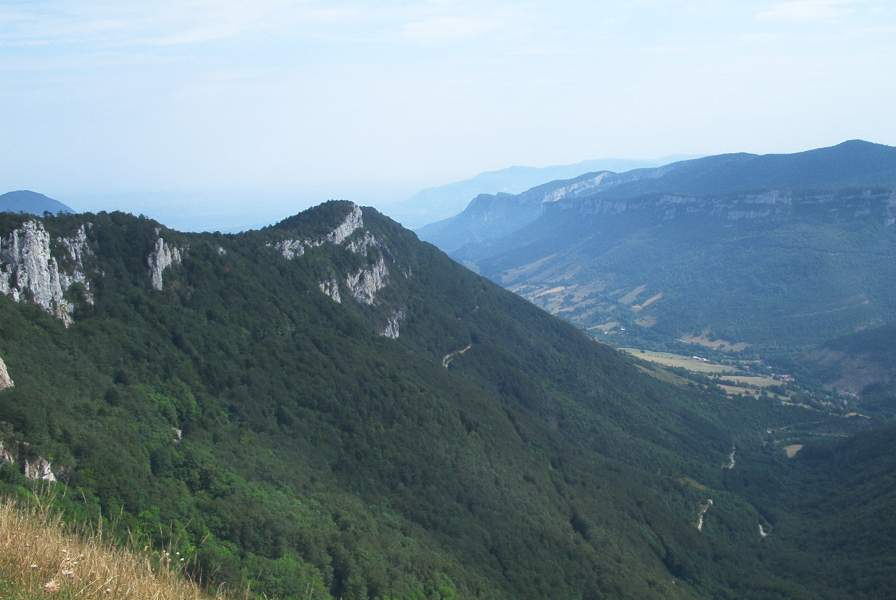
Vue depuis le col, en direction du nord.
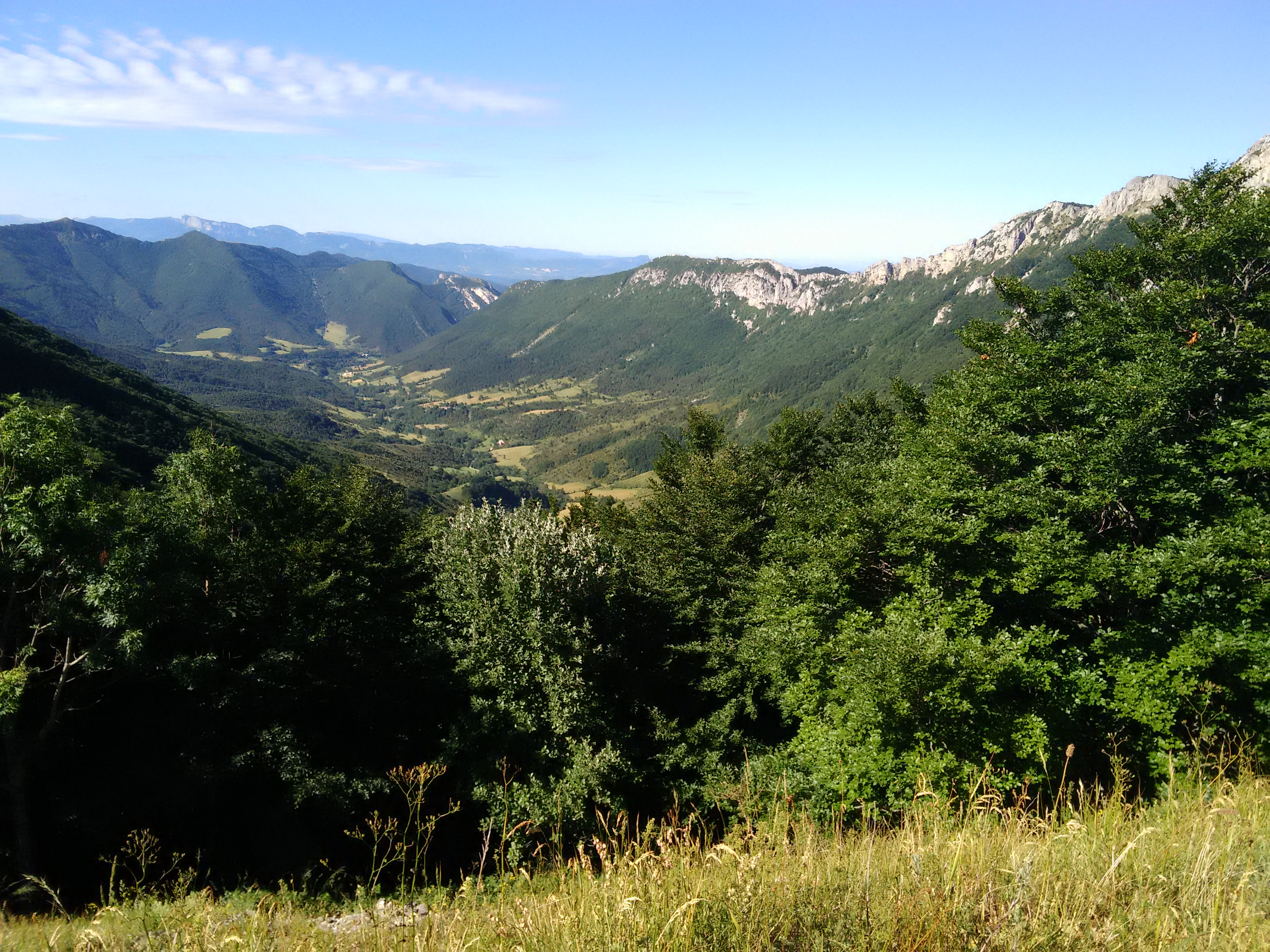
Vue depuis le col, en direction du sud

### Les sublimes routes du Vercors
Le col de la Bataille est le col où la démarche de travaux pour les Sublimes routes du Vercors est la plus avancée. Bien que les travaux n'aient pas encore commencé, le permis de construire a été signé par les mairies de Bouvante et d’Omblèze, et les entreprises de travaux ont été recrutées.